# 関目
関目（せきめ）は、大阪府大阪市城東区にある町名。現行行政地名は関目一丁目から関目六丁目。

## 地理
城東区の北部に位置し、東に古市、西に成育、南に今福西、北に旭区高殿と新森と接している。

### 河川
- 城北川

## 世帯数と人口
2024年（令和6年）9月30日現在の世帯数と人口は以下の通りである。
| 丁目       | 世帯数     | 人口     |
| ---------- | ---------- | -------- |
| 関目一丁目 | 1,715世帯  | 3,386人  |
| 関目二丁目 | 2,175世帯  | 4,444人  |
| 関目三丁目 | 1,502世帯  | 2,771人  |
| 関目四丁目 | 1,544世帯  | 3,008人  |
| 関目五丁目 | 1,645世帯  | 2,702人  |
| 関目六丁目 | 2,058世帯  | 4,074人  |
| 計         | 10,639世帯 | 20,385人 |

### 人口の変遷
国勢調査による人口の推移。
| 1995年（平成7年）  | 18,693人 | [ 5 ]  |  |
| 2000年（平成12年） | 18,731人 | [ 6 ]  |  |
| 2005年（平成17年） | 19,288人 | [ 7 ]  |  |
| 2010年（平成22年） | 19,125人 | [ 8 ]  |  |
| 2015年（平成27年） | 19,751人 | [ 9 ]  |  |
| 2020年（令和2年）  | 20,329人 | [ 10 ] |  |

### 世帯数の変遷
国勢調査による世帯数の推移。
| 1995年（平成7年）  | 7,868世帯 | [ 5 ]  |  |
| 2000年（平成12年） | 8,183世帯 | [ 6 ]  |  |
| 2005年（平成17年） | 8,542世帯 | [ 7 ]  |  |
| 2010年（平成22年） | 8,850世帯 | [ 8 ]  |  |
| 2015年（平成27年） | 9,439世帯 | [ 9 ]  |  |
| 2020年（令和2年）  | 9,764世帯 | [ 10 ] |  |

## 学区
市立小・中学校に通う場合、学区は以下の通りとなる。なお、小学校・中学校入学時に学校選択制度を導入しており、通学区域以外に城東区の小学校・中学校から選択することも可能。
| 丁目       | 番               | 小学校               | 中学校             |
| ---------- | ---------------- | -------------------- | ------------------ |
| 関目一丁目 | 1〜2番 12～15番  | 大阪市立成育小学校   | 大阪市立蒲生中学校 |
| 関目一丁目 | 3～11番 16～24番 | 大阪市立関目東小学校 | 大阪市立菫中学校   |
| 関目二丁目 | 全域             | 大阪市立関目東小学校 | 大阪市立菫中学校   |
| 関目三丁目 | 全域             | 大阪市立関目小学校   | 大阪市立菫中学校   |
| 関目四丁目 | 全域             | 大阪市立関目東小学校 | 大阪市立菫中学校   |
| 関目五丁目 | 全域             | 大阪市立関目小学校   | 大阪市立菫中学校   |
| 関目六丁目 | 全域             | 大阪市立関目小学校   | 大阪市立菫中学校   |

## 事業所
2016年（平成28年）現在の経済センサス調査による事業所数と従業員数は以下の通りである。
| 丁目       | 事業所数  | 従業員数 |
| ---------- | --------- | -------- |
| 関目一丁目 | 170事業所 | 1,499人  |
| 関目二丁目 | 72事業所  | 596人    |
| 関目三丁目 | 159事業所 | 769人    |
| 関目四丁目 | 65事業所  | 552人    |
| 関目五丁目 | 180事業所 | 1,398人  |
| 関目六丁目 | 52事業所  | 501人    |
| 計         | 698事業所 | 5,315人  |

## 交通

### 鉄道
- 京阪電気鉄道
  - 京阪本線 関目駅
- 大阪市高速電気軌道
  - 今里筋線 関目成育駅
    - なお、谷町線の関目高殿駅（旧称：関目駅）は、旭区高殿4丁目にある。

### 道路
- 国道163号

## 施設
- 大阪市立関目小学校
- 大阪信用金庫 城東支店
- 大阪厚生信用金庫 関目支店
- ライフ 関目店
- コーナン 関目店
- サンディ 関目店
- 食品館アプロ 関目店

## その他

### 日本郵便
- 〒536-0008[3]（集配局：大阪城東郵便局[14]）